# Кончанский район
Кончанский район — административно-территориальная единица в составе Ленинградской области РСФСР с центром в селе Кончанское, существовавшая в 1927—1932 годах.
Кончанский район в составе Боровичского округа Ленинградской области был образован в августе 1927 года из 17 сельсоветов Кончанской волости, 2 с/с Никандровской волости, 2 с/с Васильевской волости и 1 с/с Волокской волости (все волости входили в Боровичский уезд Новгородской губернии).
Всего в районе было 22 с/с: Бобынихский, Боровский, Гривский, Гусевский, Задельский, Колмошинский, Кончанский, Косуногорский, Любонский, Меглинский, Медведковский, Миголощенский, Опаринский, Осиновский, Песьской, Пожарьевский, Раменский, Рысовский, Сестренский, Сушиловский, Юрьевский, Яковищенский.
В ноябре 1928 года были упразднены Колмошинский, Меглинский, Медведковский, Осиновский, Песьской, Раменский, Рысовский, Сушиловский и Юрьевский с/с. Одновременно был образован Быковский с/с. Бобынихский с/с был переименован в Сорокинский, Любонский — в Зехновский, Опаринский — в Курковский. Позже Гусевский с/с был переименован в Песковский.
1 января 1932 года Кончанский район был упразднён, а его территория разделена между Хвойнинским, Боровичским и Мошенским районами.